# アエロスクレ157便墜落事故
アエロスクレ157便墜落事故（Aerosucre Flight 157）は、2016年12月20日、コロンビアのビチャーダ県プエルト・カレーニョで発生した航空事故である。コロンビアの貨物航空会社であるアエロスクレが運用していたボーイング727-200が同県のヘルマン・オラノ空港を離陸した直後に墜落した。

## 事故の概要
アエロスクレ157便はコロンビアの国内定期貨物便であり、ビチャーダ県プエルト・カレーニョにあるヘルマン・オラノ空港を出発して、首都ボゴタにあるエルドラド国際空港へと向かう予定だった。事故当日は6名の乗員によって運行されていた。
157便は、現地時間14時48分にヘルマン・オラノ空港に到着した。乗組員は20,423ポンド (9,264 kg)の貨物を降ろし、ボゴタへのフライトのために約20,000ポンド (9,100 kg)の新しい貨物が積み込まれた。クルーは滑走路25からの離陸に備えてフラップを30度に設定し、現地時間17時18分に離陸を開始した。
157便は1800メートルの滑走路をすべて使用したが飛び立てず、滑走路をオーバーランしてさらに95メートルを滑走し、周囲のフェンスを掠めた。それでも離陸はしたが、道路を横切り、最終的には小屋と木にも衝突した。この時の衝突で右のメインランディングギアが機体から脱落し、右フラップが損傷。さらには第三エンジン（右エンジン）が停止し、油圧システム1系統も破損した。その後、高度790フィートまで上昇した辺りで右に傾きながら降下し、墜落した。
搭乗していた乗員6人の内、4人の死亡が現場で確認され、2人が救助されたものの、その内の1人も救出直後に死亡した。
アエロスクレは2006年11月18日にもアマソナス県レティシアの近郊でボーイング727貨物機が墜落事故を起こしており、乗員3名と乗客2名が死亡した。アエロスクレによる死亡事故は今回が二度目となる。
また、コロンビアでは、本事故よりわずか3週間前にラミア航空2933便墜落事故が発生したばかりであり、コロンビアだけでなく世界中でこの事故が大きく報道された。

## 事故機
事故機であるボーイング727-200（機体記号：HK-4544）は、元々はエア・ジャマイカが保有していた機体であり、エア・ジャマイカでは1975年から1997年まで旅客機として使用された後、貨物機として改装された。そして、2008年にアエロスクレがこの機体を取得して運行していた。

## 調査
事故調査の結果、以下の点が判明した。
・パイロットが離陸速度を間違えて計算していた。（事故機の離陸速度127ノットはフラップが25度の時のものであり、フラップ30度では122ノットで離陸できた。）。
・離陸時に４ノットの追い風を受けていた。
・離陸速度が２～３°/秒であるべきところを、パイロットは1°/秒で引き上げた。
これらの要因により、機体の離陸滑走距離は 380 m (1,250 フィート) 延びることになり、オーバーランに繋がった。
・航空機の最大許容離陸重量である74.7トン（74,700kg）を1トン上回る離陸重量であった。
・地上構造物との衝突後によって主油圧システムが喪失した後、パイロットはスタンバイ油圧システムを作動させなかった。
ヘルマン・オラノ空港ではボーイング727-200の乗り入れが認められておらず、運航会社のアエロスクレが何年も違反状態にあったが、コロンビア民間航空局の監督不足により、何年も放置されていたことが判明した。